# Átis (semideus indiano)
Átis ou Attis  Attis ó At-ihsa < *Atish, lit. “filho de At”, já de si lit. “o filho” ou seja, Attis era o “filho do filho”Na mitologia grega foi um semideus de origem frígia, segundo a mitologia Átis nasceu na Índia e foi gerado por Nana uma ninfa do Rio Sangario ou Gange, mas foi filho de Cibele mais tarde sua amante.
Zeus apaixonado pela Grande Mãe, A Deusa Cibele, e não podendo conquistá-la  depositou seu sêmen sobre um rochedo do qual nasceu o hermafrodito Agdístis. Dioniso se apossou da criança e após enlouquecê-la, a emasculou. Do sangue de Agdístis nasceu uma romãzeira, cujo fruto foi colhido por Nana a ninfa, filha do deus-rio Sangário. Tendo-o depositado no seu seio, a jovem ficou grávida de Átis, que o criou como seu filho nas águas do rio.
Segundo alguns, o nome do deus Attis pareceria significar provavelmente "o pai", embora nada nos mitos respalda ou indica tal explicação para este título, por outro lado em frigio Attis deriva para a palavra  cabra ou cabreiro, como Adonis, nesta derivação Átis também teria sido considerado pastor.  Em quase todos os mitos pascais restantes Atis era um Deus-menino como Dionísio, nas representações Pascais esse elemento de Deus-Jovem era muito comum.  
Ele era famoso por seu belo rosto, seu espírito nobre e seu valor militar, um rapaz entre dezesseis anos, foi disputado por Cibele e Agdístis (agora uma mulher) e Rei Midas de Pessinunte, que o queria para genro, Agdístis o enlouqueceu, e eu total frenesi o levou Átis a se emascular sob um pinheiro e morrer. Cibele enterrou-lhe o membro decepado, mas do sangue provocado pelo ferimento nasceram violetas, que emolduraram o pinheiro. A filha de Midas, desesperada, se matou e de seu sangue nasceram também violetas. Cibele a sepultou e sobre o túmulo nasceu rapidamente uma amendoeira representando o amor nunca provado.
Atendendo às súplicas de Agdístis, Zeus fez que o corpo de Átis permanecesse incorruptível, que seus cabelos não deixassem de crescer e o dedo mínimo continuasse a movimentar-se. Agdístis transportou-lhe em seguida o cadáver para Pessinunte e, após sepultá-lo, fundou em honra de seu grande amor uma confraria de sacerdotes e instituiu uma festa anual em sua memória.
Já a outra versão mais popular, intitulada por Ovídio  
| Átis, sob a forma de um jovem de beleza irresistível, que vivia nas montanhas e florestas, mereceu as honras da paixão de Cibele. A deusa, tendo resolvido unir-se a ele para sempre, fê-lo sacerdote de seu templo, mas exigiu-lhe fidelidade absoluta. Átis, porém, não resistiu aos apelos da hamadríade Sagarítis. |

Profundamente amargurada, triste e exasperada, a Grande Mãe cortou a árvore à qual estava ligada a ninfa, matando-a em consequência. Não satisfeita, enlouqueceu Átis que, tomado pelo "furor de Cibele", se emasculou, tornando-se submisso e dócil servidor da deusa, em cuja carruagem percorre as montanhas da Frígia.